# ITF Pétange
L'ITF Pétange (denominato in passato ITF Roller Open, ITF Sermelux Open e dal 2018 ITF Kyotec Open per motivi di sponsorizzazione) è un torneo professionistico femminile di tennis giocato inizialmente su campi in terra rossa e dal 2014 su quelli indoor in cemento del Tennis Club Petange. Fa parte dell'ITF Women's Circuit. Si gioca annualmente a Pétange in Lussemburgo.

## Albo d'oro

### Singolare
| Anno       | Categoria                             | Campionessa                           | Finalista                             | Punteggio                             |
| ---------- | ------------------------------------- | ------------------------------------- | ------------------------------------- | ------------------------------------- |
| 2001       | ITF $10,000                           | Nicole Seitenbecher                   | Ilona Poljakova                       | 6–2, 3–6, 6–2                         |
| 2002       | ITF $10,000                           | Kirsten Flipkens                      | Tanja Hirschauer                      | 4–6, 6–2, 6–1                         |
| 2003       | ITF $10,000                           | Angelika Bachmann                     | Bianka Lamade                         | 6–4, 7–6(5)                           |
| 2004       | ITF $25,000                           | Stanislava Hrozenská                  | Chanelle Scheepers                    | 6(10)–7, 6–1, 6–4                     |
| 2005       | ITF $50,000                           | Victoria Azarenka                     | Viktorija Kutuzova                    | 6–4, 6–2                              |
| 2006       | ITF $50,000                           | Yuliya Beygelzimer                    | Kirsten Flipkens                      | 5–7, 7–6(6), 6–4                      |
| 2007       | ITF $75,000                           | Pauline Parmentier                    | Martina Müller                        | 6–1, 6–4                              |
| 2008       | ITF $75,000                           | Mathilde Johansson (1)                | Renata Voráčová                       | 2–6, 7–5, 7–5                         |
| 2009       | ITF $75,000                           | Arantxa Parra Santonja                | Ekaterina Byčkova                     | 6–3, 6–2                              |
| 2010       | ITF $10,000                           | Mathilde Johansson (2)                | Monica Niculescu                      | 6–3, 6–3                              |
| 2011       | ITF $10,000                           | Mathilde Johansson (3)                | Petra Cetkovská                       | 7–5, 6–3                              |
| 2012- 2013 | Pétange Open                          | Pétange Open                          | Pétange Open                          | Pétange Open                          |
| 2014       | ITF $10,000                           | Lu Jiajing                            | Michaela Hončová                      | 6–1, ritirata                         |
| 2015       | ITF $15,000                           | Greet Minnen                          | Michaela Hončová                      | 6–0, 3–6, 6–3                         |
| 2016       | ITF $10,000                           | Elixane Lechemia                      | Magali Kempen                         | 6–3, 6–0                              |
| 2017       | ITF $15,000                           | Sviatlana Pirazhenka                  | Chayenne Ewijk                        | 6–2, 4–6, 6–0                         |
| 2018       | ITF $25,000                           | Mandy Minella                         | Helene Scholsen                       | 6–2, 6–1                              |
| 2019       | ITF $25,000                           | Arantxa Rus                           | Laura-Ioana Paar                      | 6–3, 3–6, 6–3                         |
| 2020       | Annullato per pandemia di Coronavirus | Annullato per pandemia di Coronavirus | Annullato per pandemia di Coronavirus | Annullato per pandemia di Coronavirus |
| 2021       | ITF $25,000                           | Océane Dodin (1)                      | Anna Kubarewa                         | 6–3, 6–1                              |
| 2022       | ITF $25,000                           | Mona Barthel                          | Daria Snigur                          | 7–6(2), 6–2                           |
| 2023       | ITF $40,000                           | Oceane Dodin (2)                      | Alexandra Eala                        | 6–1, 7–5                              |
| 2024       | ITF $60,000                           | Céline Naef                           | Oceane Dodin                          | 6-2, 6-4                              |

### Doppio
| Anno       | Categoria                             | Campionesse                                 | Finaliste                                           | Punteggio                             |
| ---------- | ------------------------------------- | ------------------------------------------- | --------------------------------------------------- | ------------------------------------- |
| 2001       | ITF $10,000                           | Elke Clijsters Jasilyn Hewitt               | Natalia Dziamidzenka Kika Hogendoorn                | 6–1, 6–3                              |
| 2002       | ITF $10,000                           | Zuzana Černá Iveta Gerlová (1)              | Dominika Diešková Lenka Tvarosková                  | 1–6, 6–1, 6–3                         |
| 2003       | ITF $10,000                           | Iveta Gerlová (2) Andrea Masaryková         | Bianka Lamade Nicole Ludwig                         | 6–2, 5–7, 7–6(1)                      |
| 2004       | ITF $25,000                           | Eva Fislová Stanislava Hrozenská            | Evie Dominikovic Gulnara Maksutowna Fattachetdinowa | 6–4, 6–3                              |
| 2005       | ITF $50,000                           | Yuliya Beygelzimer Sandra Klösel            | Claire Curran Kim Kilsdonk                          | 6–4, 6–0                              |
| 2006       | ITF $50,000                           | Erica Krauth Frederica Piedade              | Claudine Schaul Lina Stančiūtė                      | 6–3, 6–3                              |
| 2007       | ITF $75,000                           | Carla Suárez Navarro Anastasiya Yakimova    | Martina Müller Claudine Schaul                      | 6(4)–7, 6–1, 7–6(1)                   |
| 2008       | ITF $75,000                           | Corinna Dentoni Anastasija Pivovarova       | Stéphanie Foretz İpek Şenoğlu                       | 6–4, 6–1                              |
| 2009       | ITF $75,000                           | Stéphanie Cohen-Aloro Selima Sfar           | Darija Jurak Kathrin Wörle-Scheller                 | 6–2, 3–6, [10–7]                      |
| 2010       | ITF $100,000                          | Sharon Fichman Monica Niculescu             | Sophie Lefèvre Laura Thorpe                         | 6–4, 6–2                              |
| 2011       | ITF $100,000                          | Johanna Larsson Jasmin Wöhr                 | Kristina Barrois Anna-Lena Grönefeld                | 7–6(2), 6–4                           |
| 2012- 2013 | Pétange Open                          | Pétange Open                                | Pétange Open                                        | Pétange Open                          |
| 2014       | ITF $10,000                           | Elyne Boeykens Kelly Versteeg               | Michaela Hončová Nora Niedmers                      | 7–6(2), 6–1                           |
| 2015       | ITF $15,000                           | Michaela Boev Hristina Dishkova             | Manon Arcangioli Harriet Dart                       | 6–2, 6–3                              |
| 2016       | ITF $10,000                           | Chayenne Ewijk (1) Rosalie van der Hoek (1) | Justyna Jegiołka Magali Kempen                      | 7–6(6), 6–3                           |
| 2017       | ITF $15,000                           | Chayenne Ewijk (2) Rosalie van der Hoek (2) | Priscille Heise Deborah Kerfs                       | 6–2, 4–6, [10–8]                      |
| 2018       | ITF $25,000                           | Anastasia Pribylova Nina Stojanović         | Katarzyna Piter Chantal Škamlová                    | 2–6, 6–2, [10–8]                      |
| 2019       | ITF $25,000                           | Laura-Ioana Paar Julia Lohoff               | Katarzyna Piter Arantxa Rus                         | 7–6(11), 1–6, [11–9]                  |
| 2020       | Annullato per pandemia di Coronavirus | Annullato per pandemia di Coronavirus       | Annullato per pandemia di Coronavirus               | Annullato per pandemia di Coronavirus |
| 2021       | ITF $25,000                           | Xenia Knoll Joanne Zuger                    | Julie Belgraver Lucie Nguyen Tan                    | 6–3, 6–3                              |
| 2022       | ITF $25,000                           | Magali Kempen Xenia Knoll                   | Bibiane Schoofs Rosalie van der Hoek                | 6–0, 6–4                              |
| 2023       | ITF $40,000                           | Alicia Barnett Samantha Murray Sharan       | Ali Collins Isabelle Haverlag                       | 6(4)–7, 6–1, [10–6]                   |
| 2024       | ITF $60,000                           | Alevtina Ibragimova Lian Tran               | Jesika Malečková Miriam Škoch                       | 1-6, 6-2, [11-9]                      |